# 维吾尔族曲棍球
维吾尔族曲棍球是流行于中华人民共和国新疆维吾尔自治区南疆的维吾尔族群众中的体育运动。在不同的地区有不同的名称：喀什地区麦盖提县等地称其为帕普孜（亦会被翻译为帕普子、帕卜孜），在和田地区于田县、策勒县、民丰县、洛浦县等地及巴音郭楞蒙古自治州且末县则称其为麦热球（亦会被翻译为玛热球、抹热球）或曲马克。

## 运动形式
维吾尔族曲棍球的场地要求不高，一般选择在一块平地上举行，大多选择在村中开阔地带进行比赛。参与人数的多寡决定着场地的大小，在两边底线摆放两个物品作为大门。在正式比赛中，球场一般选择长30米，宽20米的场地或长60米，宽40米的球场。球门则为1米高，1.3米宽。曲棍球比赛由两队参与，双方球员各持下部弯曲的木棍用以争抢球，目的是将球击入对方球门得分。参赛人数也不受限制，双方对等即可，一般为一队6到10人，每队设有前锋、中锋、后卫和守门员等位置。一场比赛会有规定时间，在正式比赛中，会分成上下半场，每半场20分钟，中间休息5到10分钟。在夜间比赛则是由点燃的球熄灭之时作为比赛结束的信号。比赛开始前在场地中心画一个直径0.2米的圆，曲棍球放在圆心，随着裁判员的信号，双方球员争夺球，比赛正式开始。最终在规定时间或曲棍球熄灭之时进球多的队伍获胜。比赛规定禁止左侧抢球和击球，禁止手脚触球，禁止用球棍打人或绊人，守门员不得用手按球或用脚踩球。在一些地方，还出现了冰上曲棍球，冰上曲棍球并不穿冰刀鞋，除了场地比陆地比赛大外，与陆地比赛几乎无异。
维吾尔族曲棍球球员所持球棍是由下部弯曲，枝干圆直的红柳或其他木枝削磨而成。球棍长约1米，直径约5厘米。在喀什地区会选择杏树木或柽木作为比赛用球，这种帕普孜球的名称为“夏克夏克”，另外也会用皮革或粗线制作帕普孜球。在和田所用的球则在白天和晚上有所不同，白天的比赛一般选择被红、绿、黑、白等颜色毛线缠绕的实心碎布作为比赛用球，球直径7到8厘米。在和田地区这就是“麦热球”。到了夜里，在无灯光的场地之中选择点燃桦树已经硬化的树瘤作为比赛用球，球的壳硬，球的内部为空心，在球上穿若干个孔，点燃后烟火不易熄灭。这也就是“麦热甫球”。

## 各地发展
维吾尔族曲棍球与唐代的步打球、宋代的步击（捶丸）以及现代曲棍球类似。维吾尔族曲棍球运动在新疆喀什地区麦盖提县、巴楚县等地，和田地区于田县、策勒县、民丰县、洛浦县等地以及巴音郭楞蒙古自治州且末县等地有悠久的历史，11世纪语言学家麻赫穆德·喀什噶里所撰写的《突厥语大词典》之中就已经提及曲棍球。在努鲁孜节、肉孜节、古尔邦节等传统节日时或是农闲季节时会举办曲棍球比赛。维吾尔族有“不起眼的曲棍球能打破鼻梁”的说法，用于比喻小人物亦能大有作为。维吾尔族人普遍认为维吾尔族曲棍球最初有两种形式，分别为马上曲棍球和陆上曲棍球。但因维吾尔族人多以务农为生，养马的价值不高。马上曲棍球的形式在维吾尔族人的生活中逐渐消失，仅剩下现存的陆上曲棍球形式。
中华人民共和国成立后，喀什地区开始推广帕普孜球，并且为其制定了统一的规则。1983年，全国少数民族传统体育运动项目中有了帕普孜项目。在新疆维吾尔自治区农民运动会、第一届新疆维吾尔自治区少数民族传统体育运动会以及1986年在乌鲁木齐举办的第三届全国少数民族传统体育运动会上都能看到麦盖提县帕普孜选手的身影。1999年起，新疆大学等新疆高等院校将帕普孜带入了课堂。2020年，娱乐节目《极限挑战宝藏行》在巴楚县录制时，有帕普孜球的环节。
在和田地区，随着其他娱乐项目的增多，麦热球的玩家数曾一度减少，甚至几乎成了于田县希吾里乡老人记忆中的传统运动。为了让这项运动流传下去，2006年，麦热球项目被纳入于田县农民运动会正式竞赛项目。2018年，在新疆维吾尔自治区第九届少数民族运动会中，麦热球项目作为表演项目在运动会中出现。2019年，麦热球项目作为表演项目第一次出现在了第十一届全国少数民族传统体育运动会之中。在这一年，于田县的15个乡镇中，有超过20支的麦热球队。2010年10月，麦热球被列为第三批新疆维吾尔自治区自治区级非物质文化遗产代表性项目。2021年6月，麦热球被于田县以“维吾尔族曲棍球”的名义推荐，并被列入第五批国家级非物质文化遗产代表性项目名录传统体育、游艺与杂技项目。